# 绍维尼迪佩尔什
绍维尼迪佩尔什（法語：Chauvigny-du-Perche，法語發音：[ʃoviɲi dy pɛʁʃ]）是法国卢瓦-谢尔省的一个市镇，属于旺多姆区。

## 地理
绍维尼迪佩尔什（47°57'29"N, 1°4'47"E）面积23.43 平方千米，位于法国中央-卢瓦尔河谷大区卢瓦-谢尔省，该省份为法国中北部省份，北起厄尔-卢瓦省，东北接卢瓦雷省，东南接谢尔省，南至安德尔省，西南接安德尔-卢瓦尔省，西北接萨尔特省。
与绍维尼迪佩尔什接壤的市镇（或旧市镇、城区）包括：布夫里、拉沙佩勒维孔泰斯、方丹拉乌勒、罗米伊、克莱尔城。

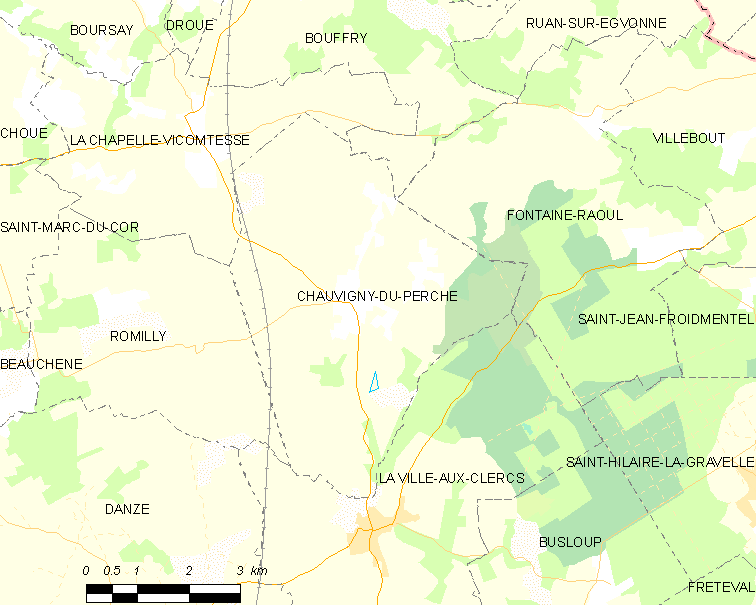
绍维尼迪佩尔什的OSM定位图

绍维尼迪佩尔什的时区为UTC+01:00、UTC+02:00（夏令时）。

## 行政
绍维尼迪佩尔什的邮政编码为41270，INSEE市镇编码为41048。

## 政治
绍维尼迪佩尔什所属的省级选区为佩尔什县。

## 人口

1962-2008年间绍维尼迪佩尔什人口变化图示

绍维尼迪佩尔什于2022年1月1日时的人口数量为230人。